# Icaridin
Icaridin ist ein Repellent mit breitem Wirkspektrum gegen Insekten. Die Rechte besitzt die Lanxess AG.
Ursprünglich wurde für den Wirkstoff der Name Picaridin oder Hepidanin vorgeschlagen (und wird auch heute noch in verschiedenen Ländern benutzt), aber die Weltgesundheitsorganisation (WHO) hat als Internationalen Freinamen (INN) den Namen Icaridin festgelegt.
Im Juli 2020 wurde Icaridin durch die EU-Kommission für die Verwendung in Repellentprodukten erneut zugelassen. Die Zulassung trat am 1. Februar 2022 in Kraft und ist zehn Jahre gültig.

## Gewinnung und Darstellung
Icaridin kann durch Reaktion von Carbonyldiimidazol mit 2-Butanol und 2-Piperidinethanol in einem Lösungsmittel wie Dichlormethan oder Acetonitril gewonnen werden.

## Eigenschaften
Icaridin ist chiral und enthält zwei Stereozentren. Der Wirkstoff wird als Gemisch der vier Stereoisomere eingesetzt, wobei das Racemat aus der (R,R)- und der (S,S)-Form einerseits und das Racemat aus der (R,S)- und der (S,R)-Form andererseits etwa im Verhältnis 1:1 vorliegen.

## Wirksamkeit
Die Wirkstoffe Diethyltoluamid (DEET), Icaridin, Ethylbutylacetylaminopropionat und para-Menthan-3,8-diol (PMD) zählen zu den effektivsten Wirkstoffen gegen Insektenstiche. Daher werden – vor allem für die Abwehr von krankheitsübertragenden Insekten – Produkte mit diesen Inhaltsstoffen empfohlen. Welcher Wirkstoff besser ist, ist aufgrund teilweise widersprüchlicher Quellenlage nicht eindeutig. Aufgrund der länger vorliegenden praktischen Erfahrung wird in Malariagebieten von der Stiftung Warentest DEET empfohlen. In einer Konzentration von 30 bis 50 % ist der Wirkstoff DEET Icaridin laut Quelle überlegen. Die WHO empfiehlt im Gegensatz dazu Icaridin als das Repellent der Wahl zur Vorbeugung einer Malariainfektion (KBR3023 = Icaridin). In einer Feldstudie in Burkina Faso erwies sich Icaridin (KBR 3023) in der Vorbeugung von Stichen der Anopheles gambiae dem DEET überlegen.
Icaridin wurde in seiner Wirksamkeit gegen verschiedene Ektoparasiten untersucht und mit dem klassischen Repellent DEET verglichen. Dabei zeigte sich wie bei DEET ein breites Wirkspektrum unter anderem gegen Anopheles-Mücken, Aedes-Stechmücken, Culex-Stechmücken und den Gemeinen Holzbock. In nicht malariagefährdeten Gebieten wie Deutschland und Europa ist laut Stiftung Warentest der Wirkstoff Icaridin vorzuziehen. Auch der Testsieger von Stiftung Warentest von Mai 2017 im Bereich der Kombiprodukte enthält Icaridin.
Im Gegensatz zu dem Lösungsmittel DEET greift Icaridin keine Kunststoffe an.

## Ökotoxikologie in Gewässern
Eine Veröffentlichung von Almeida et al. aus dem Jahr 2018, die über die extreme Giftigkeit eines icaridin-basierten Repellents gegenüber Larven des Flecken-Querzahnmolches (Ambystoma maculatum) berichtete, erregte großes mediales Interesse.
In dieser Studie zeigte ein in den USA vermarktetes Repellent mit einem Icaridingehalt von 20 % eine hohe Toxizität gegenüber den exponierten Lurchlarven. In dem Laborversuch über 25 Tage verursachte bereits die niedrigste Icaridin-Testkonzentration (entsprechend 0,02 µg/l) Mortalität und eine Deformation des Schwanzes. Die Autoren diskutieren, dass das Repellent mit den Lurchen natürliche Fressfeinde der Mückenlarven dezimiere und damit einer stärkeren Ausbreitung von Stechmücken Vorschub leiste.
Jedoch gibt es auch Kritik an der Methodik der Almeida-Studie. So wurde die Studie von der dänischen Umweltschutzbehörde, die Icaridin federführend in der EU bewertet hat, wegen gravierender methodischer Mängel (kein Wechsel des Testsubstrats, nur neun Individuen pro Testkonzentration, nicht-validierter Testorganismus, keine analytische Kontrolle der tatsächlichen Testkonzentrationen, unbekannte Zusammensetzung der getesteten Mischung) nicht zur Bewertung von Icaridin herangezogen. Die Effekte zeigten zudem keine Dosisabhängigkeit, d. h. trotz einer Erhöhung der Testkonzentration um den Faktor 100 verstärkten sich weder die Effekte, noch setzten sie früher ein.
Weil die Larven einem Gemisch und nicht reinem Icaridin ausgesetzt wurden, ist es nicht ohne weiteres möglich, die beobachteten Effekte Icaridin zuzuschreiben. Icaridin selbst war in den OECD-Standardtests ungiftig für Wasserorganismen (Algen, Wasserflöhe, Fische). Der empfindlichste Endpunkt war ein 32-Tage-Test an frühen Lebensstadien von Zebrafischen nach OECD-Richtlinie 210. In diesem Test ließen sich bei einer Konzentration von 3140 µg Icaridin/L keinerlei Effekte auf die Entwicklung von Laich und Fischlarven nachweisen; der empfindlichste Endpunkt war das Wachstum der Fischlarven, das erst bei der höchsten getesteten Konzentration von 9540 µg/L beeinträchtigt war. Die Effekte an Lurchlarven traten erst nach einer Expositionsdauer von 4 Tagen auf. Die von den Autoren angebrachte Kritik an den Standardtests, durch deren Testdauer von maximal vier Tagen könnten sie solche verzögert auftretenden Effekte nicht nachweisen, ist im konkreten Fall nicht stichhaltig, da sich Icaridin auch in Tests über 21 Tage an Wasserflöhen und über 32 Tage an frühen Lebensstadien des Zebrafischs als ungiftig erwies.

## Handelsnamen
- Substanz: Saltidin, Bayrepel
- Fertigpräparate mit Icaridin: Autan, Doctan, Viticks, S-quito free, Anti Brumm, Zeckito und NOBITE Sensitive